# Peshwâ

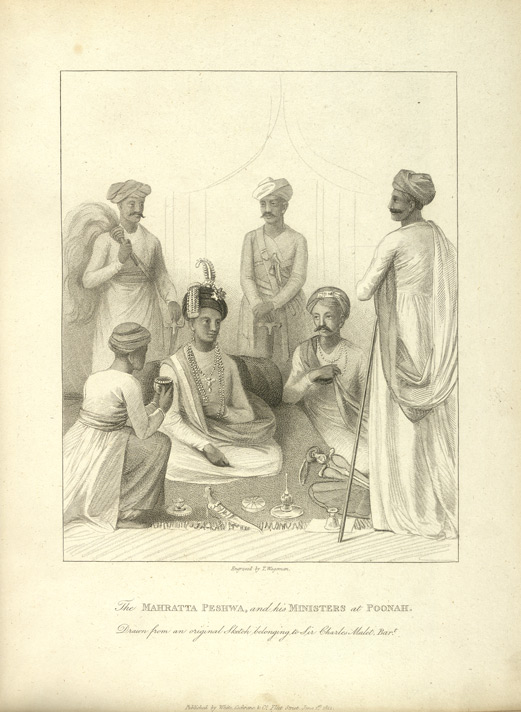
Représentation de Peshwâ

Dans l'Empire marathe, le peshwâ est le ministre en chef, qui exerce la direction de l'empire. Cette charge devient héréditaire dès 1720, et cumule tous les pouvoirs à partir de 1727. À compter de 1750, le peshwâ relègue le souverain (râja) à un rôle honorifique, devenant le véritable dirigeant de l'empire. Sa capitale est située tout d'abord à Sâtârâ avant d'être transférée à Pune.

## Histoire
Lorsqu'il crée l'empire marathe, le général Shivâjî Bhonsla (1630-1680) crée un conseil consultatif de ministres, l'Ashtapradhan, pour l'aider dans son gouvernement. Ce conseil de huit ministres compte les postes suivants :
- le Peshwâ, ministre en chef[1], le seul qui bénéficie de véritables pouvoirs ;
- l'Amâtya, ou ministre des Finances ;
- le Mantri, directeur des archives et historiographe du râja ;
- le Sachiva, Grand secrétaire ;
- le Sâmanta, ou ministre des Affaires étrangères ;
- le Senâpati, commandant en chef des armées ;
- le Dandâdhyaksha, chargé des Affaires religieuses ;
- le Nyâyâdisha, ou ministre de la Justice.

## Liste des peshwâ
Il y eut dix Peshwâ :
- Balaji Vishwanath (1713-1720), Premier ministre de Shivâjî, son fils lui succède.
- Bâjî Râo Ier (1720-1740), il défait les armées du Nizâm et des Moghols, installe le pouvoir marathe en Inde en prenant le contrôle du Mâlvâ, du Goujerat et en s'associant avec les clans râjput Sindhia, Holkar et Gâekwâr.
- Bâlâjî Râo (1740-1761), dépose les derniers représentants de la dynastie Bhonsla, transfère la capitale à Pune, et constitue la confédération marathe. Il sera cependant défait par Abdâlî à la bataille de Pânipat en 1761.
- Mâdhava Râo Ier (1761-1772), envahit le nord de l'Inde, puis défait Haidar Alî.
- Nârâyana Râo (1772-1773)
- Râghunâtha Râo (1774-1775) qui assassine son prédécesseur mais est obligé de restituer le trône au fils posthume de celui-ci.
- Mâdhava Râo II (1774-1795), mineur, Nânâ Fadnavîs assure la régence, conservant intacte la puissance marathe malgré les intrigues de Râghunâtha qui entraînent la Première guerre anglo-marathe (1775-1782).
- Chimnâjî Âppa (1795), régence de Nânâ Fadnavis
- Bâjî Râo II (1795-1818), régence de Nânâ Fadnavis jusqu'à son décès. Il signe alors en 1802 le traité de Bassein avec les Britanniques pour contenir le pouvoir grandissant de ses vassaux Sindhia et Holkar. Les chefs de la confédération se soulèvent néanmoins ce qui entraîne la Deuxième guerre anglo-marathe (1803-1805). Le Peshwâ se retourne ensuite contre ses alliés ce qui entraîne la Troisième guerre anglo-marathe (1817-1818) et la chute du pouvoir marathe.
- Nânâ Sâhib (vers 1820-1859), fils adoptif du précédent n'est pas reconnu par les Britanniques, et conformément à la doctrine du Lapse, définie par Dalhousie, son territoire annexé, ce qui est l'une des causes de la révolte des Cipayes.